# باربی: یک راز پری
باربی: یک راز پری (به انگلیسی: Barbie: A Fairy Secret) که در ایران با نام باربی در راز پریا نیز شناخته می‌شود، فیلم پویانمایی فانتزی محصول سال ۲۰۱۱ به‌کارگردانی ویلیام لائو و نویسندگی الیزه آلن می‌باشد که توسط رین‌میکر اینترتینمنت با متل اینترتینمنت (تحت نام باربی اینترتینمنت) تهیه شده‌است. این فیلم در ۱۵ مارس سال ۲۰۱۱ بر روی دی‌وی‌دی و در ۱۷ آوریل سال ۲۰۱۱ در تلویزیون بر روی نیکلودئون به‌نمایش در آمد.

## جستارهای بسته
- فهرست فیلم‌های باربی